# عبد الغني سلام
عبدُ الغني مُحيي الدين عبد الغني سلام (1942 - 25 يوليو 2017) هو صحفي لُبناني بيروتي، ومُؤسس صحيفة اللواء. وُلد عبد الغني سلام في بيروت سنة 1942م، وتلقَّى دروسه في مدرسة الشويفات الوطنية، وأنهى دراسته الجامعية في السياسة والاقتصاد سنة 1962م. أصدر مجلَّة أُسبوعيَّة بِعنوان «اللواء» في شهر تشرين الثاني (نوڤمبر) 1963م، وتحوَّلت إلى جريدة يوميَّة سنة 1970م. اشتهر بِمُناصرته لِلقضيَّة الفلسطينيَّة خُصوصًا ولِلقضايا العربيَّة عُمومًا، وعُرف عنه مُحاولاته - من خِلال معارفه واتصالاته - أن يُخمد الخلافات الناشبة بين الزُعماء العرب، وفي داخل القيادات الفلسطينيَّة أو العربيَّة أو الإسلاميَّة، حتَّى لقَّبه الزعيم الفلسطيني ياسر عرفات بـ«الإطفائي». وفي الوقت ذاته، عُرف عنه تحييد جريدته مُعتمدًا لُغة الاعتدال والتوازن، ورفض أَن تَدخل «اللواء» طرفًا في معارك إِعلاميَّةٍ كانت فترتئذٍ مُحتدمةً بين عواصم عربيَّة مُتضادَّة، فحافظ على علاقات صداقةٍ ومشاورةٍ مع قيادات الأَنظمة العربيَّة، وحافظ في علاقاته الداخلية على تساوٍ مع القيادات والزَّعامات السياسيَّة، في بيروت خُصوصًا ولُبنان عمومًا.
إلى جانب عمله الصحفي، كان له نشاطٌ بارز في مجال العمل الإسلامي الخيري والدعوي في بيروت، خُصوصًا في شهر رمضان. استمرَّ في مهنته وعمله سالف الذكر إلى أن تُوفي يوم 2 ذي القعدة 1438هـ المُوافق فيه 25 تمُّوز (يوليو) 2017م.

## مسيرته الصحفيَّة
دامت مسيرته الصحفيَّة حوالي نصف قرن ونيف، تعرَّضت خلالها حياته لِلخطر بِسبب مواقفه، كما دخل السجن أكثر من مرَّة، وتمَّ تفجير مكاتب صحيفة اللواء سنة 1981م. اشترى امتيازَ جريدة اللواء بمساعدةِ والده الذي كان عائدًا حديثًا من البرازيل ويؤمن بشغف ابنِه في الصحافة، وكان آنذاك ما يزال في العشرين من عمره. بدايةً أصد اللواء كمجلَّة أُسبوعيَّة ثُمَّ حوَّلها إلى جريدةٍ يوميَّة سنة 1979م، رافضًا إدخالها في المعارك الإعلاميَّة التي كانت مُحتدمة عندئذٍ بين التيارات العربيَّة المُتصارعة. وحافظ في ذات الوقت على علاقات صداقةٍ ومُشاورةٍ مع قيادات الأَنظمة العربيَّة، وحافظ في علاقاته الداخلية على تساوٍ مع القيادات والزَّعامات السياسيَّة، في بيروت ولُبنان، وانتصر لِمُتطلِّبات الإِصلاح والتحديث في العهد الشهابي مُنتقدًا مُمارساتِ بعض الأجهزة السياسيَّة والأمنيَّة كانت فترتئذٍ مُسلَّطةً على الحياة السياسيَّة في لُبنان. فدافع عن حُرّيَّة التعبير والمُمارسة الديمُقراطيَّة الصحيحة، وعارض سياسة الرقابة ومُصادرة الرأي الحُر. كتب مقالًا في افتتاحيَّة اللواء يوم 24 شُباط (فبراير) 1967م بِعنوان «هل أَتاكَ الحديثُ يا فخامةَ الرئيس؟»، هاجم فيه رئيس الجُمهُوريَّة شارل حلو مُحملًا إيَّاه مسؤُوليَّة زلزالٍ مصرفيٍّ ماليٍّ ضرب الاقتصاد اللُبناي المُزدهر آنذاك وأدَّى إِلى انهياراتٍ ماليةٍ أَبرزُها إمبراطوريَّة «إِنترا» وشركاتٌ ضخمةٌ لِـ«إِنترا» حصصٌ كُبرى فيها، بينَها شركة طيران الشرق الأوسط وكازينو لبنان وشركة الترابة وفُندُق فينيسيا وإستوديو بعلبك، وطالب باستقالة الحُكُومة. نتيجة هذا الهُجُوم، اعتُقل سلام في سجن الرمل بِمنطقة الطريق الجديدة وأُقفلت اللواء شهرًا كاملًا. أُطلق سراحه مُجددًا بعد بضعة أيَّام نتيجة مُطالباتٍ سياسيَّةٍ وشعبيَّة، فخرج في تظاهُرةٍ شعبيةٍ كُبرى وأُعيد إلى بيته في منطقة رأس النبع.

تولَّى منصب أمين سر نقابة الصحافة اللُّبنانيَّة سنة 1979م، ثُمَّ أصبح نقيب الصحافة اللُّبنانيَّة بالوكالة سنة 1982م. وفي سنوات الحرب الأهليَّة اللُبنانيَّة دافع عن بيروت ضدَّ الفلتان الأمني والميليشيات، ودعى من خلال صحيفته إلى نبذ التحريض الطائفي والمذهبي. مُنح وسام الأرز الوطني سنة 2013م تقديرًا لِعطائاته، على يد رئيس الجُمهُوريَّة ميشال سُليمان. وصفه الكاتب والصحفي هنري زغيب قائلًا:

## في العمل الإسلامي
كان عبد الغني سلام من أبرز النشطاء البيارتة واللُبنانيين على صعيد العمل الإسلامي، فدعم إصدار ونشر «موسوعة العُلماء المُسلمين في لُبنان» التي وضعها في 16 جُزءًا المؤَرّخ الكبير عُمر عبد السلام تدمري. وكان من أوائل الذين أقاموا موائد الرحمٰن في شهر رمضان في سبيل تعزيز التضامن الاجتماعي في بيروت ولُبنان، واستمرَّ على هذا النهج نحو خمسٍ وثلاثين سنة، وساهم في دعم المُؤسسات الخيريَّة والاجتماعيَّة والتربويَّة الناشطة في خدمة المُجتمع. وتصدَّى من خلال جريدته لِظاهرة الفلتان الأخلاقي، وجعل فيها رُكنًا إسلاميًّا دائمًا يُقدِّم الدُرُوس والإيضاحات والنصائح الدينيَّة، وتنتقد وتُصحح ما يتنافى مع عقيدة المُسلمين من سمات الحياة المُعاصرة. كما تفرَّدت صحيفة اللواء بِإدراج أسماء خُطباء الجُمعُة في جميع مساجد بيروت التابع لِدار الفتوى ولِجمعيَّة المقاصد الخيريَّة الإسلاميَّة. أيضًا، تمكَّن سلام من جمع القيادات الروحيَّة الإسلاميَّة والمسيحيَّة في مُؤتمر وطني استضافته دار اللواء بِمُشاركة 84 شخصيَّة دينيَّة وسياسيَّة ونيابيَّة واجتماعيَّة أسفرت عن وضع «ميثاق أخلاقي»، تصدَّى خلاله لمظاهر الفلتان وإلاباحيَّات الدارجة في المُجتمع اللُبناني والعربي، أيًّا كان مصدرها أو وسائل نشرها. وقد دفع هذا النشاط في مجال العمل الإسلامي رئيس الجُمهُوريَّة اللُبنانيَّة الأسبق أمين الجميِّل إلى اعتبار سلام بأنَّهُ «مرجع في أحوال الإسلام السياسي». كما وصفه مسؤول مكتب الإعلام المركزي في المُؤتمر الشعبي اللُبناني عبد السلام خلف قائلًا:

## وفاته
تُوفي عبد الغني سلام ليل يوم الثُلاثاء 2 ذي القعدة 1438هـ المُوافق فيه 25 تمُّوز (يوليو) 2017م، بعد صراعٍ طويلٍ مع مرضٍ عُضال، قاومه طيلة سنوات. صُلي عليه عصر يوم الأربعاء 3 ذي القعدة 1438هـ المُوافق فيه 26 تمُّوز (يوليو) 2017م في مسجد الخاشقجي بِبيروت ودُفن في مدافن العائلة في جبَّانة الشُهداء. وقد نعاه رئيس مجلس الوُزراء اللُبناني سعد الدين الحريري، وعدد من الشخصيَّات والجهات الرسميَّة والخاصَّة.